# Frente Socialista
El Frente Socialista (FS) es una organización socialista e independentista de Puerto Rico, comprometida con el trabajo unitario, que tiene como objetivo sentar las bases políticas, ideológicas y el trabajo para la creación de un polo socialista revolucionario en el contexto de la sociedad puertorriqueña. El FS está organizado en comisiones de trabajo que son: Comisión de Relaciones Internacionales (CRI), Comisión de Asuntos Obreros y Sindicales (CAOS), Comisión de Derechos Humanos y Democráticos (CDHD), Comisión de Asuntos Juveniles y Estudiantiles (CAJE) y el Plenario. El Frente Socialista publica la revista política Pensamiento Crítico.

## Inicio y luchas
A principios de la década de los 90, el Movimiento Socialista de Trabajadores (MST), el Taller de Formación Política (TFP) y el Partido Revolucionario de los Trabajadores Puertorriqueños (PRTP-Macheteros), así como militantes y activistas en su carácter individual y, por lo tanto, no afiliados a ninguna de las organizaciones anteriores, fundaron el FS por un llamado del MST para realizar un polo socialista que resistiera los embates tras la caída del campo socialista. Posteriormente se unen al FS, Refundación Comunista en 2001, la Juventud de Izquierda Revolucionaria (JIR), el Grupo de Trabajo de Nueva York y brevemente la Organización Socialista Internacional (OSI). 
El FS participó de forma destacada en la llamada Huelga del Pueblo de 1998 en contra de la privatización de la estatal Telefónica de Puerto Rico, en la lucha por sacar la Marina de Guerra de los Estados Unidos de la isla de Vieques, contra la imposición en el 2006 de un impuesto estatal al consumo (IVU), en la huelga de la Federación de Maestros de Puerto Rico en 2007 y en otras luchas importantes de los trabajadores en Puerto Rico.

## Relaciones internacionales
El Frente Socialista promovió la creación del Comité de Solidaridad con Cuba en Puerto Rico en 1992, organización autónoma con quien mantiene vínculos de trabajo, como también es miembro del Grupo de Trabajo del Foro de São Paulo y del Secretariado Ampliado del Congreso Bolivariano de los Pueblos.

## Actualidad
El MST se retiró el 30 de diciembre de 2005 de dicho frente por entender que las condiciones bajo las cuales se fundó esta organización habían sido superadas y el proyecto era bien distinto a lo que inicialmente fue. Luego, el Partido Revolucionario de los Trabajadores Puertorriqueños (PRTP-Macheteros) se separa en febrero de 2008, así como el Taller de Formación Política (TFP) y la Juventud de Izquierda Revolucionaria (JIR), para disolverse en el Movimiento al Socialismo, constituido el 14 de septiembre de 2008. Actualmente el Frente está compuesto por Refundación Comunista de Puerto Rico y miembros en su carácter individual, y a su vez, está inmerso en un proceso de reorganización.